# Lasius tebessae
Lasius tebessae är en myrart som beskrevs av Seifert 1992. Lasius tebessae ingår i släktet Lasius och familjen myror. Inga underarter finns listade i Catalogue of Life.